# Crook County, Wyoming
Crook County är ett administrativt område i delstaten Wyoming, USA, med 7 083 invånare. Den administrativa huvudorten (county seat) är Sundance. 

## Historia
Crook County bildades genom ett beslut av Wyomingterritoriets legislatur 8 december 1875, ur områden som dessförinnan tillhört Albany County och Laramie County, men dess förvaltning organiserades först 1888. Countyt omfattade vid denna tid ett betydligt större område i nordöstra Wyoming. Det uppkallades efter nordstatsgeneralen George Crook, en känd befälhavare under amerikanska inbördeskriget och indiankrigen. Delar av territoriet kom senare att överföras till andra senare bildade countyn, West County 1890 och Campbell County 1911.

## Geografi
Enligt United States Census Bureau har countyt en total area på 7 436 km². 7 407 km² av den arean är land och 31 km² är vatten. De västligaste utlöparna av Black Hills ligger i Crook County.

### Angränsande countyn
- Campbell County, Wyoming - väst
- Weston County, Wyoming - syd
- Lawrence County, South Dakota - öst
- Butte County, South Dakota - öst
- Carter County, Montana -
- Powder River County, Montana - nordväst

## Orter

### Småstäder (Towns)
Städer med under 4 000 invånare och kommunalt självstyre:
- Hulett
- Moorcroft
- Pine Haven
- Sundance (huvudort)

### Census-designated place
Orter utan kommunalt självstyre:
- Beulah

### Andra småorter
- Aladdin
- Alva

## Naturreservat
Devils Towers nationalmonument ligger i countyt, liksom delar av Black Hills National Forest och Thunder Basin National Grassland.

## Politik
Crook County är ett av Republikanska partiets starkaste fästen i delstaten, under början av 2000-talet med över 80 procent av rösterna i presidentvalet, och countyt har röstat på den republikanska kandidaten i presidentvalet i varje val sedan 1936.

## Större vägar
Följande större vägar går genom countyt:
| - Interstate 90 - U.S. Route 14 - U.S. Route 16 - U.S. Route 212 - Wyoming Highway 24 - Wyoming Highway 51 | - Wyoming Highway 111 - Wyoming Highway 112 - Wyoming Highway 113 - Wyoming Highway 116 - Wyoming Highway 585 |